# チェーザレ・タローネ
チェーザレ・ヴィットーレ・ルイジ・タッローネ（Cesare Vittore Luigi Tallone、1853年8月11日 - 1919年6月21日）はイタリアの画家である。ベルガモの美術学校（アッカデミア・カッラーラ）とミラノのブレラ美術学校（Accademia di Brera）で長く教えた。

## 略歴
サヴォーナで生まれた。父親はピネローロ出身の軍人であったが、1863年に父親が亡くなると、母親の故郷のアレッサンドリアに移った。12歳でアレッサンドリア生まれの画家ピエトロ・サッシ（Pietro Sassi）の工房に入り、才能が認められて、支援者も得られて、19歳の時からミラノの美術学校（Accademia di Brera）で学ぶことができた。
ジュゼッペ・ベルティーニの生徒になり、同時期の学生にはガエターノ・プレヴィアーティやジョヴァンニ・セガンティーニらもいた。当時のミラノの若い共和主義的芸術家たち「スカピリアトゥーラ派」の芸術運動に加わることになった。1877年にミラノの定期展覧会に歴史画でデビューした。1880年にローマに滞在し、ヴィンチェンツォ・ジェミート、アントニオ・マンチーニ、フランチェスコ・パオロ・ミケッティといった芸術家と親しくなった。1884年に公募されたベルガモの美術学校アッカデミア・カッラーラの教授に選ばれ、1898年まで15年間ベルガモで教えた後、ミラノで母校の教授となり、1899年から亡くなるまでミラノで教えた。ミラノの美術学校は当時、女性の入学を認めていなかったので、ミラノの自邸に女性のための絵画教室も開いた。
肖像画、人物画を得意とし、王の家族からの依頼を含め多くの注文を得た。

## 作品

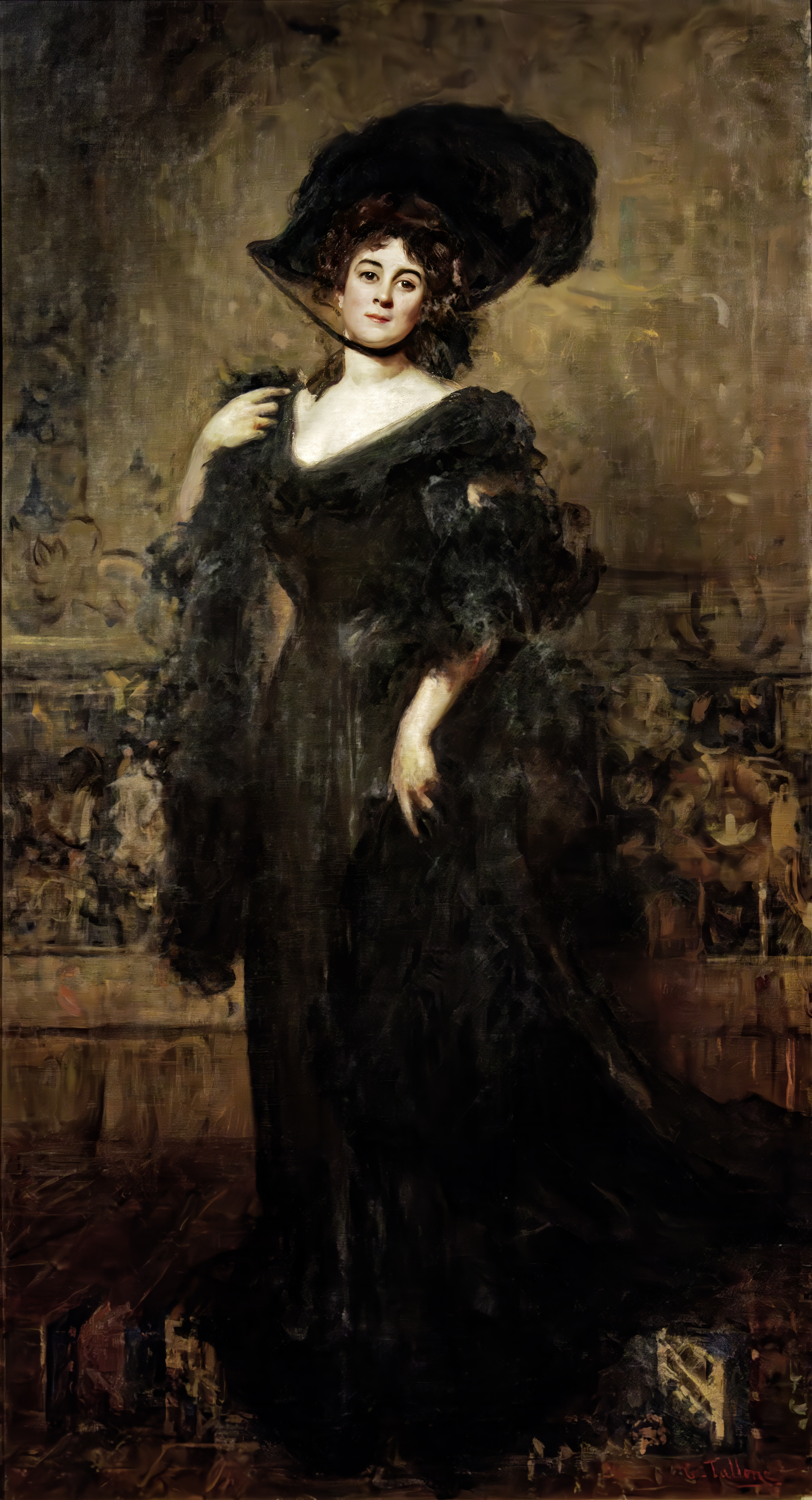
Ritratto della signora ester de Amorim (1906)
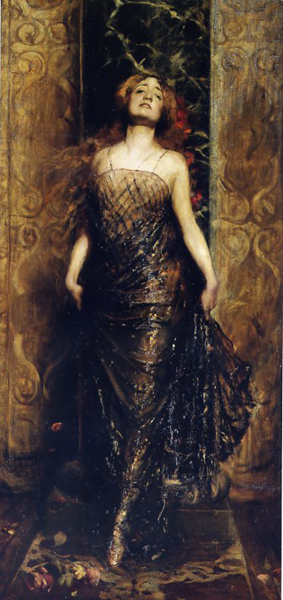
Lyda-Borelli-女優 (1911)
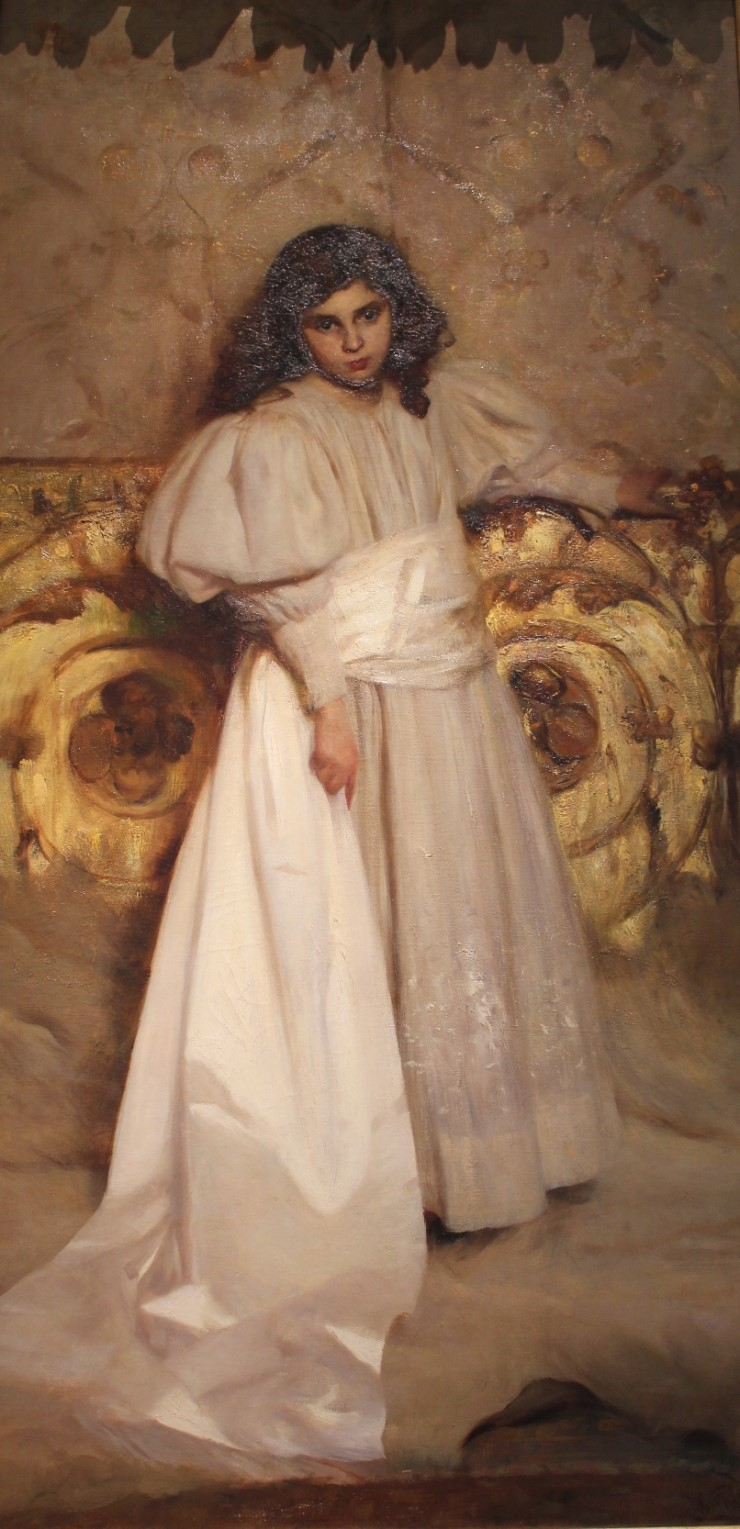
少女(c.1900)
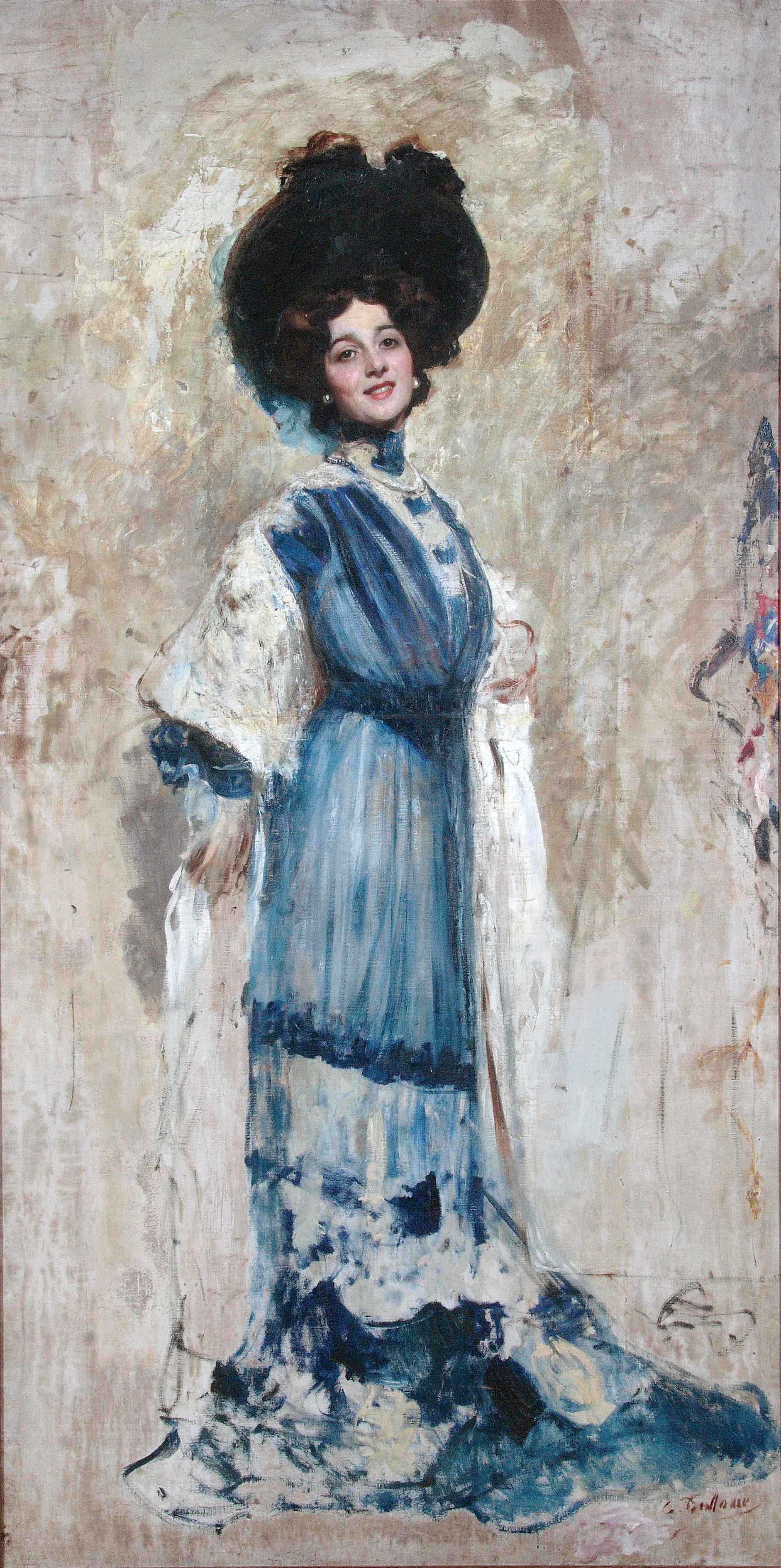
Portrait of Lina Cavalieri (1905)
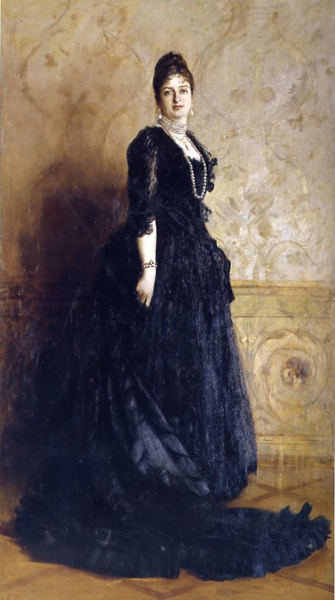
マルゲリータ・ディ・サヴォイア＝ジェノヴァ

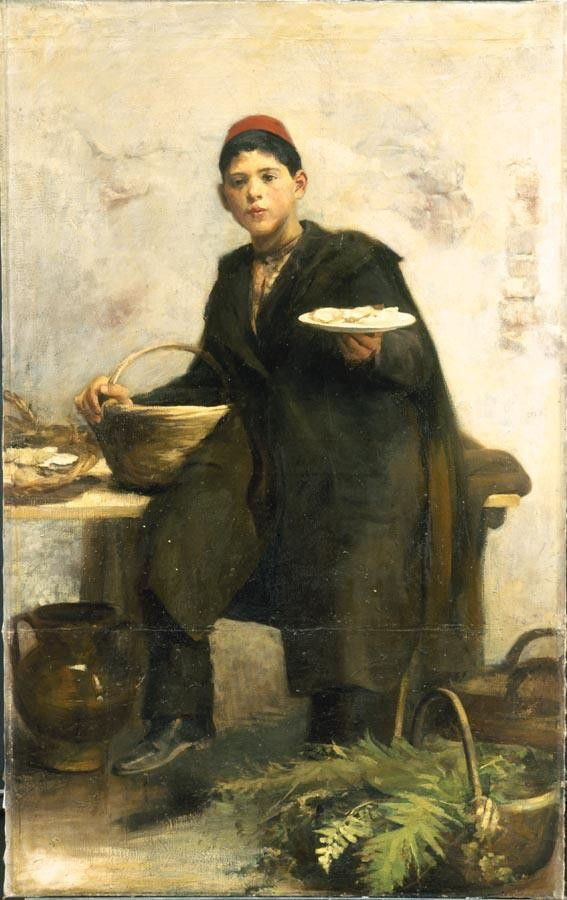
牡蠣売り
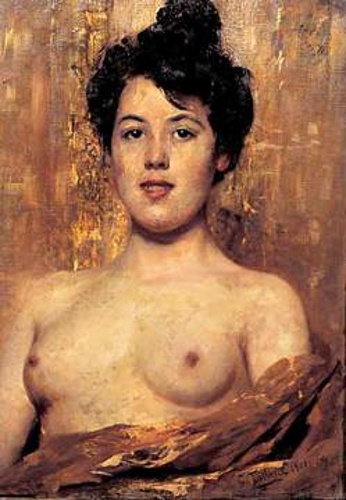
半裸像 (c.1910)
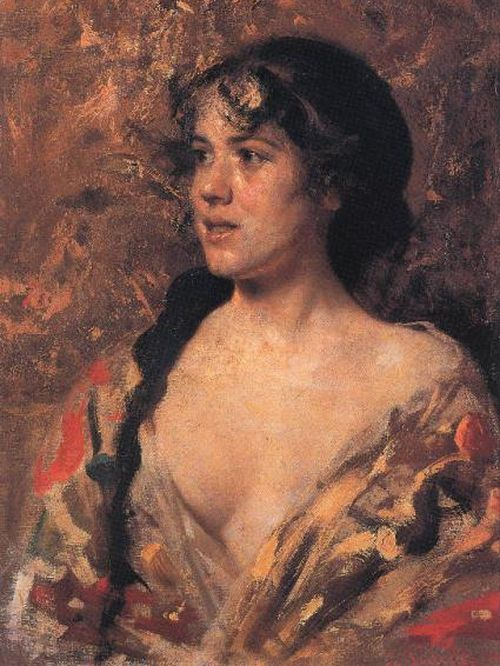
少女像 (c.1890)
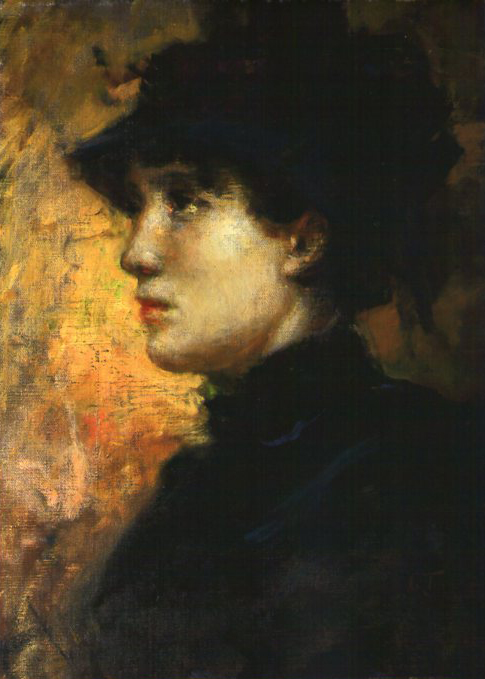
帽子をかぶった婦人像(1884)